# 팔남이라니, 그건 아니지!
팔남이라니, 그건 아니지!(八男って、それはないでしょう!)는 Y.A(작가), 후지 초코(일러스트)가 원작한 일본의 라이트 노벨 소설 작품이다. 「소설가가 되자」에서 2013년 6월부터 2017년 3월까지 웹 소설로 발간. 2014년 4월부터 MF북스(발행 : KADOKAWA, 기획 : 프론티어 워크스)에서 정식 간행했다.

## 줄거리
주인공인 신고는 어느 날 눈을 뜨니 이세계의 가난한 귀족의 팔남 벤델린에 빙의했다. 어떤 지식도 권리도 없는 자신의 몸의 현실에 절망하면서도 풍부한 마법의 재능을 돌파구로 독립을 목표로 한다. 당면 목표는 외톨이 탈출!